# Trenne
Trenne – rodzaj włoskiego makaronu w kształcie spłaszczonych rurek o trójkątnym przekroju i długości około 2-2,5 cm. Zbliżonym, ale drobniejszym rodzajem jest trennette.
Trenne serwuje się najczęściej z ciężkimi sosami lub jako podstawę do zapiekanek. W przypadku braku trenne można używać zastępczo penne.